# Vojčice
Vojčice – wieś (obec) na Słowacji położona w kraju koszyckim, w powiecie Trebišov. Pierwsze wzmianki o miejscowości pochodzą z 1217 roku. 
Według danych z dnia 31 grudnia 2012 roku, wieś zamieszkiwało 2171 osób, w tym 1097 kobiet i 1074 mężczyzn.
W 2001 roku rozkład populacji względem narodowości i przynależności etnicznej wyglądał następująco:
- Słowacy – 96,68%
- Czesi – 0,3%
- Polacy – 0,05%
- Romowie – 2,72%
- Ukraińcy – 0,05%
- Węgrzy – 0,05%

Ze względu na wyznawaną religię struktura mieszkańców kształtowała się w 2001 roku następująco:
- Katolicy rzymscy – 51,11%
- Grekokatolicy – 41,32%
- Ewangelicy – 0,45%
- Prawosławni – 0,35%
- Husyci – 0,1%
- Ateiści – 1,39%
- Przedstawiciele innych wyznań – 0,05%
- Nie podano – 1,09%